# Macrophiothrix leucosticha
Macrophiothrix leucosticha är en ormstjärneart som beskrevs av Hoggett 1991. Macrophiothrix leucosticha ingår i släktet Macrophiothrix och familjen Ophiothrichidae. Inga underarter finns listade i Catalogue of Life.